# Synsphyronus platnicki
Espèce
Synsphyronus platnicki est une espèce de pseudoscorpions de la famille des Garypidae.

## Distribution
Cette espèce est endémique de Nouvelle-Calédonie. Elle se rencontre sur l'île des Pins.

## Description
Le mâle holotype mesure 2,67 mm et la femelle paratype 3,09 mm, les mâles mesurent de 2,50 à 2,67 mm et les femelles de 2,71 à 3,18 mm.

## Étymologie
Cette espèce est nommée en l'honneur de Norman I. Platnick.

## Publication originale
- Harvey, 2020 : « Synsphyronus platnicki sp. nov.: first Synsphyronus (Pseudoscorpiones: Garypidae) from New Caledonia. » Arachnology, vol. 18, no 5, p. 468-472.